# Bat Ajin
Bat Ajin (hebräisch בת עין, deutsch: Augapfel) ist eine israelische Siedlung im Westjordanland. Die Siedlung wurde 1989 gegründet und gehört zum Siedlungsblock Gusch Etzion. 1994 hatte Bat Ajin 319, Ende 2016 1307 Einwohner.
Die internationalen Organisationen und die Staatengemeinschaft erachten Bat Ajin wie alle israelischen Siedlungen in den seit 1967 besetzten Gebieten als illegal gemäß geltendem Völkerrecht (IV. Genfer Konvention). Israel bestreitet jedoch, dass es sich um besetztes Gebiet handelt, in dem das IV. Genfer Konvention Gültigkeit hat.
Die Gründer von Bat Ajin waren ursprünglich nicht orthodox-jüdische Israelis, die sich neu zum orthodoxen Judentum bekannt hatten. Sie sind einer Strömung des religiösen Zionismus zuzuordnen, die chassidische Lehren von Chabad, Rabbi Nachman, Zvi Yehuda Kook und Shlomo Carlebach verbindet.
Im Jahr 2002 versuchte eine jüdische Terror-Organisation aus der Siedlung, Anhänger von Meir Kahane, einen Sprengstoffanschlag auf eine palästinensische Mädchenschule in Jerusalem zu verüben.
Am 13. Juli 2009 zündeten israelische Siedler aus Bat Ajin palästinensische Plantagen an, um gezielt Mandel- und Olivenbäume zu zerstören. Im Vormonat hatten die Siedler rund 200 Bäume der palästinensischen Bauern in der Umgebung zerstört, und die israelische Armee hatte 15 linke israelische Aktivisten festgenommen, welche die palästinensischen Bauern unterstützen wollten.